# Нодол (Белуно)
Нодол (итал. Nodol) је насеље у Италији у округу Белуно, региону Венето.
Према процени из 2011. у насељу је живело 38 становника. Насеље се налази на надморској висини од 554 м.